# Lipstikka
Pour plus de détails, voir Fiche technique et Distribution.
Lipstikka est un film israélo-britannique écrit, produit et réalisé par Jonathan Sagall, sorti en 2011.

## Synopsis
Deux femmes, qui avaient passé leur adolescence à Jérusalem, se retrouvent à Londres.

## Fiche technique
- Titre : Lipstikka
- Réalisation : Jonathan Sagall
- Scénario : Jonathan Sagall
- Production : Jonathan Sagall
- Société de production :
- Musique :
- Montage : Yuval Netter
- Pays d'origine :  Israël,  Royaume-Uni
- Langue originale : anglais, arabe, hébreu
- Lieux de tournage : Haïfa, Israël - Londres, Angleterre, Royaume-Uni
- Genre : Drame, thriller
- Durée : 1 h 30
- Dates de sortie :
  -  Allemagne : 17 février 2011 (Berlin International Film Festival)
  -  Israël :
    - 8 juillet 2011 (Jerusalem Film Festival)
    - 1er mars 2012

  -  Canada : 10 septembre 2011 (Toronto International Film Festival)
  -  Danemark : 21 octobre 2012 (MIX Copenhagen)

## Distribution
- Clara Khoury : Lara
- Nataly Attiya : Inam
- Daniel Caltagirone : Michael
- Moran Rosenblatt : Inam jeune
- Ziv Weiner : Lara jeune
- Gal Lev : Gadi
- Ofer Hayoun : Boaz
- Taliesin Knight : James
- Jullate Kahwage : la mère d'Inam jeune
- Amal Reihan-Abu Ramadan : la mère de Lara jeune
- Ibrahim Abu-Zeid : le père de Lara jeune
- Adam Abu-Razek : Ashraf
- Rachel E. Friedman : la religieuse
- Kosta Fasho : Jamil
- Charlotte McDougall : la professeure